# Oconoperla
Oconoperla is een geslacht van steenvliegen uit de familie Perlodidae. De wetenschappelijke naam van het geslacht is voor het eerst geldig gepubliceerd in 1982 door Stark & Stewart.

## Soorten
Oconoperla omvat de volgende soorten:
- Oconoperla innubila (Needham & Claassen, 1925)